# Régent du Collège de 'Pataphysique
Pour les articles homonymes, voir Régent.
Régent est le titre porté par certains membres du Collège de ’Pataphysique.
Choisis par les Provéditeurs, les Régents « sont d'éminentes personnalités pataphysiques que leurs travaux, leurs antécédents, leurs accidents même qualifient pour occuper pataphysiquement les chaires du Collège. » Leur enseignement est libre, et seuls sont à éviter « le sérieux pris au sérieux, le lyrisme lyrique et autres produits astringents. » Chaque régent dispose d'une chaire qui ne les engage en aucune sorte à enseigner de manière scolaire, les statuts du Collège précisant « que leur enseignement peut se donner par tous les véhicules, y compris le véhicule oral. »
Hiérarchiquement, le titre de Régent est supérieur à celui d'Auditeur (Apparent, Réel ou Emphytéote) et inférieur à celui de Satrape.

## Liste des régents du Collège de ’Pataphysique
Ont été nommés régents du Collège, par date de nomination, depuis sa fondation :
- 11 mai 1948 :
  - Julien Apolon (Navigation)
  - Nicolas Cromorne (Lyricopathologie)
  - Luc Étienne (Astropétique, Chef de Travaux Pratiques)
  - François Laloux (Pompagogie, Pomponiérisme et Zozologie)
  - Janvier Mauvoisin (Pataphysique des Sciences Inexactes)
- 21 mars 1950 :
  - Marcel Maigret (Sidérodromanie)
- 28 juillet 1950 :
  - Urbain Le Hennuyeux (Catachimie Infra-nucléaire)
  - Bélisaire Monomaque (Photosophistique)
- 11 mai 1952 :
  - Roger Grenier (Hémérographie & Hémérodromie)
- 11 mai 1953 :
  - Noël Arnaud (Pataphysique Générale & Clinique de Rhétoriconose)
  - Marie-Louise Aulard (Sciences Sociales & Culinaires)
  - André Bureau (Anodin & Cathodique)
  - Pierre Bure-Jouët (Tropes & Figures)
  - Roger Cornaille (Travaux pratiques de décervelage)
  - Louis Fieu (Histoire, Historiographie, Historiophotographie jarryques)
  - Anatole Jakovsky (Psyllagorologie)
  - Michel Laclos (Éristique Militaire & Stratégique)
  - Jean Loize (Halieutique Littéraire & Figurée)
  - Zobessi M'Piafi (Travaux pratiques de Belge à Brazzaville)
  - Henri Plisson (Plasmactopratie Objective & Comparée)
  - Jean de Valsenestre (Pornosophie Médiate & Immédiate)
  - Barbara Wright (Zozologie Shakespearienne)
  - Sylvain d'Y (Pédologie & Adelphisme)
- 9 avril 1957 :
  - Alexandre Chaise (Pataphysique merdicale)
  - Michel Décaudin (Histoire de la Pataphysique & Exégèse)
  - Philippe Dumarçay (Omphalologie) et Jeanne Hérisson (Mélanométaphrasie)
- 13 juillet 1959 :
  - Armen Lubin (Ciscendance & Involution)
  - Renato Mucci (Pataphysique Romaine & Messalinologie)
- 8 septembre 1959 :
  - Michel Coquery (Toponymie)
  - Bernard Francueil (Dialectiques des Sciences Inutiles)
  - Irène Gondoire (Halieutique)
  - Rafaël de Luc (Nécrobiose Expérimentale & Amnésie Appliquée)
  - André Martel (Pataphysique Matrimoniale & Verbiculture)
  - César Ogliastro (Pataphysique Appliquée)
  - Marcel Poujois (Mythographie des Sciences Exactes & des Sciences Absurdes)
  - Rodolphe Saint-Aignan (Isidore Bernhart) (Pléromatologie)
  - Vasco Tartuca (Métapornosophies Troubadouriennes & Assimilées)
  - Antoine Terra (Hypothétique Pratique)
- 23 mars 1961 :
  - François Le Lionnais (Stratégie & Tactique Stacchiale & de Chrononomie)
  - Ursula Vian-Kubler (Orchestique)
- 11 juin 1962 :
  - Enrico Baj (Hylosophie)
  - Jean Bonamour (Scythise)
  - Françoise Gilot (Eupécilité)
- 2 juillet 1962 :
  - François Caradec (Celtipelticulture, Colombophilie et Alcoolisme éthique)
- 28 août 1962 :
  - Léo Campion (Pygologie)
  - Michel Colle (Spilologie)
  - Cyril Connoly (Métaphrase Ubique & Britannique)
  - Pierre David (Hypotopologie)
  - Paul Gayot (Cinématographologie & Onirocritique)
- 20 décembre 1963 :
  - Paride Acetti (Nomonomie Pataphysique & Ultramontaine)
  - Enrico Emanuelli (Hespérangelmatonome)
  - Benjamino Fabbro (Scalariculture et d'Anticallissisme Théorique & Appliqué)
  - Domenico Porzio (Criséologie Différentielle)
  - Arturo Schwarz (Nucléographie)
  - Leonardo Siniogall (Grammatargie Extralégale)
  - Gianbattista Vicari (Rogmologie)
- 29 septembre 1965 :
  - Jean Borzic & Paul Braffort (Rhematologie)
  - Jacques Brunet (Diexodologie)
  - Pol Bury (Cinématoglyphe)
  - Stanley Chapman (Épidictique)
  - Guy Combot (Philatélie animale et végétale)
  - Jacques Duchateau (Diégématique Analytique et Potentielle)
  - Marcel Goliad (Chrysarithmologie)
  - Ludwig Harig (Matéologie lotharingienne)[2]
  - Eugen Helmlé (Matéologie lotharingienne)[2]
  - Albert Marencin (Ubudoxologie slovaque et circumvoisme)
- 11 mai 1968 :
  - Michel Arrivé (Iconoduce et Grammatophylaque)
- 8 juillet 1968 :
  - Marcel Troulay (Indicifique)
- 30 août 1969 :
  - François Raymond (Vermologie)
- 24 octobre 1970[3] :
  - Pierre Bassard (Défiguratif)
  - Tristan Bastit (Mécanique esthétique)
  - Jean-Claude Dinguirard (Thermosophie Critique et Administrative)
  - Gil (Catachimie)
  - L. Machûré (Outlavisme)
  - Coco des Granges (Travaux Pratiques de Gâtisme Volontaire et Involontaire)
- 12 janvier 1973 :
  - Claesz Hyliga (Pataphysique Vestrogothique)
- 19 avril 1975 :
  - Jacques Carelman (Hélicologie)
  - Thieri Foulc (Andrologie)
  - Harry Kümel (Démonologie et Occultisme)
  - Dominique Lacaze (Vélocipédologie)
  - Romain Le Tendeur (Érotique)
  - Émile Lesaffre (Ichtybalisitique)
  - Siné (TP de Sciences Morales & Politique & d'Atrocités Comparées)
- 5 juillet 1990 : 
  - Marc Décimo (Amôriographie littéraire, ethnographique et architecturale)
  - Ornella Volta (Périégèse Infernale & Satique)
- 20 avril 2000 :
  - Jean-Max Albert (Hypothétique seconde)
  - Jacques Antel (Contrepet)
  - Michel Arnaud (Burchiellisme)
  - Jean-Louis Bailly (TP de Versification Holorime et de Poésie Amphisémique)
  - Pierre Bazantay (Roussellisme appliqué)
  - Georges Bellet (Trichilotechnie et Ourologie)
  - Pascal Bouché ('Pataphysique Merdicale)
  - Jacques Caumont (TP de Gâtisme volontaire)
  - Claude Debon (Pornosophie et Maïeutique),
  - Jacques Derouard (Thermosophie Critique et Administrative)
  - Gilles Firmin (Exégèse et Exaction)
  - Ruy Launoir (Cléidologie)
  - Pascal Sigoda (Alogonomie)
  - Pierre Ziegelmeyer (Bla-bla-bla et Matéologie), Patrick Fréchet (TP de Gâtisme involontaire)
- 20 avril 2001 : 
  - Nick Wadley (TP de Machine à Peindre)
  - Jack Vanarsky (Tomopraxie)
  - Gavin Bryars (Holmsologie Musicale & Hyponoïa)
  - Guénolé Azerthiope (TP de Sciences Morales & Atrocités comparées)
- 4 mai 2005 :
  - Alastair Brotchie (Angli-Angeli-Anguliculture)
  - Michael Carter (Halieutique & Ichtybalistique)
  - Klaus Ferentschik (Démonologie spéciale)
  - Robert Florkin (TP de Belge)
  - Paul Fournel (Vélocipédie théorique & pratique)
  - Bruno Fuligni (Pompagogie, Pomponoérisme & Zozologie)
  - Jean-Paul Goujon (Érotique fin de siècle)
  - Claude Gudin (Bathybiologie spéculative)
  - Maurice Imbert (Nautique hypogéenne)
  - Kevin Jackson (Morphologie secrète)
  - Dominique Lacaze (Mytographie des sciences exactes & des sciences absurdes)
  - Jean-Clarence Lambert (Labyrinthologie & Sphingitique)
  - Gilbert Lascault (Tératoscopie & Dinographie)
  - Jean-Pierre Le Goff (Kaïrotique)
  - Stéphane Mahieu (Sciences sociales & culinaires)
  - Jean-Christophe Menu (Magirosophie)
  - Olivier O. Olivier (Onirographie)
  - Pascal Ory (Chronolise & Iconocritique)
  - Brian Reffin Smith (Catachimie & Métallurgie computative)
  - Pierre-André Schupbach (Dialectique des sciences inutlies)
  - André Stas (TP d'Aliénation mentale)
  - Grassa Toro (Pataphysique appliquée)
  - Matthijs van Boxsel (Morosophie)
  - Bastiaan D. van der Velden (Nautique Épigéenne)
  - Pascal Varejka (Éléphantologie)
- 22 mars 2007 :
  - Magnus Hedlund (Travaux Pratiques de Cybeutique Expérimentale)
- 30 juin 2007 :
  - Guillaume Pô (Syntaxe)
- 1er janvier 2008 :
  - Gérard Berry (Déformatique)
- 15 décembre 2009 :
  - Rafael Cippolini (Historiographie & Déambulation Pataportègnes)
  - Patrick Besnier (Histoire de la Pataphysique)
  - Dr Lichic (Mythographie Animale & Végétale)
  - Juliet Bareau (Diataxe & Diadose Picturale)
- 8 septembre 2012 :
  - Alain Mignien (Pornosophie & Ubupraxis)
  - Jean Coustal (Connectique & Déconnectique)
- 23 juin 2014 :
  - Hervé Lechat (Thermosophie Historique & Descriptive)
  - Capitaine Lonchamps (Neige)
  - François Naudin (Métaphrasie Angélique & Théorique)
  - Barbara Pascarel (Bibliophagie Potassonne & Polonaise)
  - Vincent Sardon (Sphragidodoxie)
- 26 août 2014
  - Daniel Compère (Vernologie & Exploration Rocambolesque)
  - Adam Dant (Imagerie Restitutive & Sublimibale)
- 13 juin 2015
  - Miller Levy (Enseignant de Second Degré)
  - Julien Schuh (Clinamen)
- 8 septembre 2019
  - Philippe Mouchès (Mécanique esthétique)
- 14 juin 2021
  - Alain Chevrier (Scatanalyse Vernienne)
  -  JiCé Ditróy (Travaux Pratiques de Mythographie Plastique)
  -  Yves Frémion (Politicopodologie Épinikéloménique)
  -  L’Indéprimeuse (Typodoxie & Bibliognistie)
  - Henri Paul de Saint-Gervais (Polyédronomie & Homotopie)
  - Philippe Starck (Abstraction Pratique & Concrétion Spéculative)

- Date incertaine :
  - Jean Lescure (Anabathmologie) (vers 1959)
  - Georges Limbour (Ocupodonomie Poétique & Polaire) (avant 1969)
  - Albano E. Rodriguez (Nautique Épigéenne)
  - Gilbert Rouget (Tonosophie Africaine)
  - Mario Ruspoli (Physétérocratie)
  - Tadjo (TP de Gatisme Volontaire & Involontaire)
  - Jean Trubert (Travaux Pratiques de Machine à Peindre)